# Tijana Bošković
Tijana Bošković (Trebinje, 8 de março de 1997) é uma jogadora de voleibol sérvia, atual Bi Campeã Mundial (2022), Bi MVP Mundial, considerada por muitos a melhor jogadora do voleibol mundial na atualidade, medalhista de prata nas Olimpíadas do Rio e medalhista de bronze nas Olimpíadas de Tóquio, campeã do Campeonato Mundial de Vôlei de 2018 e 2022. Bi campeã mundial de Clubes (2016 e 2023) pelo Eczacıbaşı. Atua na posição de oposta e defende as cores da equipe turca Eczacıbaşı Dynavit. É irmã da também voleibolista Dajana Bošković.
Conquistou a medalha de ouro no Campeonato Europeu de 2017 e foi eleita a melhor jogadora da competição (MVP).
Em 2018, conquistou pela seleção nacional o inédito título do Campeonato Mundial sediado no Japão, sendo premiada como a jogadora mais valiosa da competição (MVP), e sendo nomeada por muitos como a melhor jogadora de vôlei do mundo na atualidade, junto com Egonu, Kim e Zhu, que são jogadoras muito importantes para seus clubes e seleções, decidindo sempre que requisitadas.
Em 15 de outubro de 2022, consagrou-se Bicampeão do Campeonato Mundial de Voleibol Feminino 2022 sediado nos Países Baixos e Polônia.

## Clubes
| Clube               | De        | A         |
| ------------------- | --------- | --------- |
| ŽOK Hercegovac      |           | 2010-2011 |
| OK Partizan Vizura  | 2011-2012 | 2014-2015 |
| Eczacıbaşı İstanbul | 2015-2016 | 2024-2025 |

## Títulos

### Clubes
- Campeonato Sérvio - 2013-2014
- Supercopa da Sérvia - 2013, 2014, 2015
- Campeonato Mundial de Clubes 2016, 2023
- Copa CEV 2018.
- Supercopa da Turquia 2019
- Copa da Turquia 2019
- Supercopa da Turquia 2020

## Premiações individuais
- Campeonato Mundial de Clubes de Voleibol de 2023: "Most Valuable Player (MVP)"
- Campeonato Mundial de
Clubes de Voleibol Feminino de 2022: "Melhor Oposta"
- Campeonato Mundial de Voleibol Feminino de 2022: "Most Valuable Player (MVP)"
- Jogos Olímpicos de Verão de 2020: "Melhor Oposta"
- Supercopa Turca de Voleibol Feminino de 2020: "Most Valuable Player (MVP)"
- Supercopa Turca de Voleibol Feminino de 2019: "Most Valuable Player (MVP)"
- Campeonato Europeu de Voleibol Feminino de 2019: "Most Valuable Player (MVP)"
- Campeonato Europeu de Voleibol Feminino de 2019: "Melhor Oposta"
- Copa da Turquia de Voleibol Feminino de 2019: "Most Valuable Player (MVP)"
- Campeonato Mundial de
Clubes de Voleibol Feminino de 2018: "Melhor Oposta"
- Campeonato Mundial de Clubes de Voleibol Feminino de 2018: "Melhor Atacante"
- Campeonato Mundial de Voleibol Feminino de 2018: "Most Valuable Player (MVP)"
- Copa CEV de Voleibol Feminino de 2017/2018: "Most Valuable Player (MVP)"
- Campeonato Turco de Voleibol Feminino de 2017/2018: "Melhor Oposta"
- Campeonato Europeu de Voleibol Feminino de 2017: "Most Valuable Player (MVP)"
- Grand Prix de Voleibol Feminino de 2017: "Melhor Oposta"
- Campeonato Mundial de Clubes de Voleibol Feminino de 2017: "Melhor Oposta"
- Campeonato Turco de Voleibol Feminino de 2016/2017: "Melhor Oposta"